# Aron Landahl
Aron Johan Landahl, född  2 augusti 1984 i Växjö, är en svensk illustratör och författare. Han har vuxit upp i Visby och bor nu (2024) i Uppsala.
Aron Landahl ritade mycket som barn, bland annat gjorde han ett fanzin tillsammans med sin bror. Han första uppdrag som tecknare var ett vykort för folkmusikgruppen Orientexpressen. Andra uppdrag har varit teateraffischer, till Ofelias skuggteater av Michael Ende och Stormen av Shakespeare. Han är utbildad sjuksköterska och har periodvis arbetat som sådan. Landahl har också spelat dragspel i Uppsalabandet Bröderna Yx-Joe.

## Böcker
Landahl har fram till 2024 författat och/eller illustrerat fem böcker. Alla böckerna vänder sig till barn. En recensent kallar hans bilder ”suggestivt murriga”. Hans egen favorit bland bilderboksillustratörer är Shaun Tan. Inspiration kommer från japanska träsnitt, manga, Henri Rousseau och Maria Sibylla Merian.
- Dropp, dropp (2019), en rysare barn. Författare och illustratör.
- Titta Rödluvan (2020). Illustratör. Författad av Barbro Lindgren.
- Titta Lill-Hans (2022). Illustratör. Författad av Barbro Lindgren.
- Alla äter alla (2023) är en fackbok om näringskedjan i naturen, små djur som äts av större djur som äts av ännu större djur etc. Författare och illustratör.
- Surr (2024). En bok om insekter som pollinerar växter. Illustratör. Författad av Anna Lind Lewin.[5]

Landahls böcker undviker inte det som kan verka skrämmande. Han har berättat att när han läste Dropp, dropp i en bokhandel började barnen att gråta, men författaren tror ändå att barn generellt har tyckt om boken. Flera bibliotek har valt att placera Titta Rödluvan bland vuxenböckerna. 
Alla äter alla (2023) väckte stor uppmärksamhet för sina vackra bilder. Den nominerades till Augustpriset 2023 och tilldelades 2024 utmärkelsen Elsa Beskow-plaketten.

## Priser och utmärkelser
- 2023 – Nominerad till Augustpriset, barn- och ungdomsböcker för Alla äter alla.
- 2023 – Snöbollen – årets svenska bilderbok för Alla äter alla.
- 2024 – Lennart Hellsing-stipendiet med motiveringen att han har ”en fullständig tilltro till sin publik och viker inte undan för det skrämmande eller grymma, utan låter oss tvärtom se det vackra i det”[9].
- 2024 – Elsa Beskow-plaketten för 2023 års bäst illustrerade barn- och ungdomsbok för Alla äter alla.[8]